# Euophrys infausta
Euophrys infausta là một loài nhện trong họ Salticidae.
Loài này thuộc chi Euophrys. Euophrys infausta được Elizabeth Maria Gifford Peckham & George William Peckham miêu tả năm 1903.